# Louis Gérardin
Louis Gérardin (Boulogne-Billancourt, 12 agosto 1912 – Parigi, 23 maggio 1982) è stato un pistard francese.
Soprannominato "Toto", nel 1930 vinse il titolo mondiale dilettanti di velocità; fu poi professionista dal 1931 al 1958, vincendo cinque medaglie (tre argenti e due bronzi) nella velocità, oltre a numerose altre gare di rilievo.

## Carriera
Dopo essersi interessato di automobilismo, calcio, nuoto, sci e pugilato, nel 1929 passò al ciclismo e nel 1930 a Bruxelles vinse il campionato mondiale di velocità per dilettanti.
Divenuto professionista nel 1931, nell'arco di due decenni vinse cinque medaglie ai campionati del mondo di velocità, non riuscendo però mai a far suo l'iride dei pro: fu infatti terzo a Lipsia nel 1934 e a Bruxelles nel 1935, secondo a Zurigo nel 1936 (prove sempre vinte dal belga Jef Scherens), e dopo la guerra secondo a Parigi nel 1947 e ad Amsterdam nel 1948 (battuto rispettivamente da Scherens e da Arie van Vliet). In carriera si aggiudicò numerose altre corse, tra cui dieci titoli francesi di velocità dal 1932 al 1949, tre edizioni del Grand Prix de Paris e altrettante del Grand Prix de l'UVF, e due del Grand Prix de Pâques.
Si ritirò dalle corse nel 1958, ormai quarantaseienne.

## Palmarès
- 1929 (Dilettanti)

Campionato di Parigi, Velocità Dilettanti
- 1930 (Dilettanti)

Campionati del mondo, Velocità Dilettanti
- 1931

Campionati francesi invernali, Velocità
Grand Prix du Noël
- 1932

Campionati francesi, Velocità
Campionati francesi invernali, Velocità
Grand Prix du Noël
- 1933

Critérium national de Vitesse
Grand Prix de Boulogne
Grand Prix Tarbes
- 1934

Grand Prix UFAG de Vitesse
Grand Prix d'Angers
Challenge Victor Goddet
- 1935

Campionati francesi invernali, Velocità
Critérium national de Vitesse
Prix Paul Bourillon
Grand Prix de l'UVF
Gran Premio di Copenaghen
- 1936

Campionati francesi, Velocità
prova Coppa d'Europa di velocità (Parigi)
Grand Prix de l'UVF
Grand Prix de l'UCI
Grand Prix d'Angers
Grand Prix de Cholet
Challenge Victor Goddet
Prix du Mécène
- 1937

Grand Prix de l'UVF
Challenge Victor Goddet
Grand Prix de l'Exposition de Paris
Grand Prix de Dijon
- 1938

Campionati francesi, Velocità
prova Coppa d'Europa di velocità (Bruxelles)
Grand Prix de la République
Grand Prix de Vichy
Grand Prix de Bordeaux
Challenge Victor Goddet
Prix du Conseil municipal de Paris
- 1939

Grand Prix de Paris
Grand Prix de Bordeaux
Grand Prix de Rennes
- 1941

Campionati francesi, Velocità
Grand Prix de Paris
Grand Prix de l'UVF
Challenge Victor Goddet
- 1942

Campionati francesi, Velocità
Coppa d'Europa di velocità
Trophée de France
Grand Prix de Rennes
Prix Emile Friol
- 1943

Campionati francesi, Velocità
Grand Prix de Paris
Critérium d'été à Paris
Grand Prix de Cholet
Prix d'Honneur de vitesse
Prix Gabriel Poulain
- 1945

Campionati francesi, Velocità
Grand Prix de la République
- 1946

Campionati francesi, Velocità
- 1947

Critérium national d'hiver
- 1948

Grand Prix de Pâques
Grand Prix de la FCC
- 1949

Campionati francesi, Velocità
Grand Prix de Pâques
- 1950

Campionati francesi, Velocità B
- 1951

Grand Prix Walter Rutt
- 1953

Campionati francesi invernali, Velocità

## Piazzamenti

### Competizioni mondiali
- Campionati del mondo

Bruxelles 1930 - Velocità Dilettanti: vincitore
Roma 1932 - Velocità: 4º
Lipsia 1934 - Velocità: 3º
Bruxelles 1935 - Velocità: 3º
Zurigo 1936 - Velocità: 2º
Copenaghen 1937 - Velocità: 4º
Amsterdam 1938 - Velocità: 4º
Milano 1939 - Velocità: 4º
Zurigo 1946 - Velocità: 4º
Parigi 1947 - Velocità: 2º
Amsterdam 1948 - Velocità: 2º
Copenaghen 1949 - Velocità: 4º
Rocourt 1950 - Velocità: 4º